# Sarnano
Sarnano är en ort och kommun i provinsen Macerata i regionen Marche i Italien. Kommunen hade 3 179 invånare (2018).